# Pelle Carlberg
Pelle Carlberg, född 21 oktober 1969 i Uppsala, är en svensk musiker. 

## Biografi

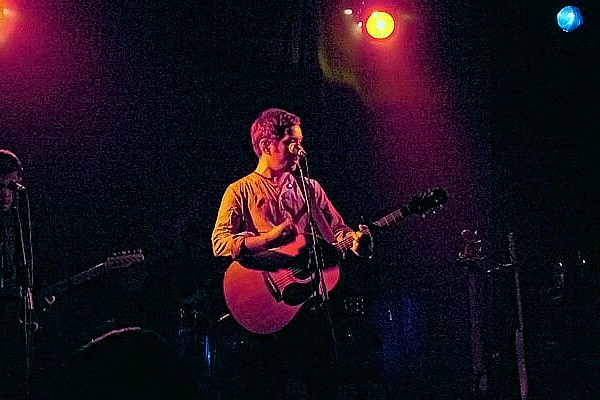
Pelle Carlberg 2008

Carlberg inledde sin musikkarriär 1988 i bandet Amanda om natten. Bandet nådde en viss framgång i Uppsala och turnerade även i Japan och på Irland. Gruppen släppte två vinylalbum och en CD-EP innan medlemmarna gick skilda vägar 1993.
Efter splittringen flyttade Carlberg till Stockholm, där han bildade bandet Salami. Bandet blev lovade skivkontrakt, vilket emellertid inte skulle visa sig infrias. Inga officiella inspelningar med bandet finns således att tillgå.
Carlberg började att studera engelska vid Stockholms universitet, vilket kom att leda till en anställning som översättare på ett multimediaföretag. Samtidigt fortsatte han att skriva musik och i slutet av 1990-talet bildade han Edson, med vilka han kom att ge ut tre studioalbum, två EP och en singel 2000-2003.
Carlberg önskade emellertid mer musikalisk frihet, varför Edson splittrades och Carlberg fortsatte som soloartist. Första studioalbumet blev 2005 års Everything, Now! följt av In a Nutshell (2007) och The Lilac Time (2008).
Carlbergs skivor ges ut av Twentyseven Records i USA och Labrador i Sverige.
Pelle Carlberg har skrivit och framför låten Fotbollsvänner som alltsedan 2014 är inmarschsång för Sirius fotboll.
Pelle Carlberg har fyra barn.

## Diskografi

### Solo
Album
- 2005 - Everything, Now!
- 2007 - In a Nutshell
- 2008 - The Lilac Time

EP
- 2005 - Go to Hell, Miss Rydell
- 2005 - Riverbank

### Edson
Album
- 2001 - Unwind with Edson
- 2002 - For Strength
- 2003 - Every Day, Every Second

EP
- 2000 - Sunday, Lovely Sunday
- 2003 - One Last Song About You Know What

Singlar
- 2003 - 148020

## Stil
Carlberg beskriver sin musik som folkpop. Andra har definierat hans musik som indiepop, tweepop och indierock.